# ハッピーエンドの物語
『ハッピーエンドの物語』（ハッピーエンドのものがたり）は、1991年5月25日公開の日本映画。SF、青春、ファンタジー、コメディ。監督は栃原広昭、出演は『帝都大戦』の嶋田久作、『ぼくらの七日間戦争』の大沢健。
ビデオリリース時は、内容も加味してか当時大人気を誇ったアメリカ映画をもじり「和製バック・トゥ・ザ・フューチャー」というキャッチコピーがついた。

## あらすじ
とある高校の名物教師で物理部の顧問である紋次郎先生は、ひそかにタイムマシン開発に成功。その実験台に買って出た女子高校生の美樹子は、未来で親友陽子が恋人達郎と結ばれたものの、離婚の危機を迎えていることを知ってしまう。美樹子は、未来で年老いた紋次郎先生がまだ生きていることを突き止め、彼を探し当ててタイムマシンを直し、なんとか現在に戻ると紋次郎先生の力を借りて、二人の中を修復しようと奔走する。

## キャスト
- 紋次郎先生：嶋田久作
- 美樹子：森本よしえ
- 陽子：山田久子
- 達郎：大沢健
- 怖い先生：斉藤慶子
- 伊藤裕子：永椎あゆみ

## スタッフ
- 監督：栃原広昭
- 脚本：山﨑みつぐ、金子二郎、福田卓郎、渡部裕治
- 撮影：高瀬比呂志
- 美術：正田俊一郎
- 編集：冨田功
- 音楽：吉良知彦、梶原浩史
- 特殊メイク：原口智生
- プロデューサー：新津岳人、成田尚哉
- 企画：岡田裕、久保謙治
- 製作：ニュー・センチュリー・プロデューサーズ